# Inner City Unit
Inner City Unit (ICU) é uma banda britânica de punk rock/space rock liderada pelo fundador e ex-integrante do Hawkwind Nik Turner no saxofone com Judge Trev Thoms (guitarra), Dead Fred (teclados), Nazar Ali Khan (baixo), Dino Ferari (bateria e percussão), Meurig Griffiths (bateria e percussão), Commander Jim Hawkman (eletrônica) e Chris “Mekon” Purdon (eletrônica).

## Discografia
- Pass Out (1980)
- The Maximum Effect (1981)
- Punkadelic (1984)
- Newanatomy (1985)
- The President's Tapes (1985)